# Joan Crawford
Joan Crawford (rojena Lucille Fay LeSueur), ameriška filmska in televizijska igralka, * 23. marec 1904-8, San Antonio, Teksas, Združene države Amerike, † 10. maj 1977, New York.
Odraščala je v nestabilnem družinskem okolju. Oče je zapustil družino, ko je bila še dojenček, nakar se je njegova mati poročila z lastnikom gledališča v kraju Lawton (Oklahoma). Crawford, ki so jo kot otroka klicali »Billie«, se je pri njem navdušila nad vodvilskimi predstavami, po drugi strani naj bi jo očim v tem obdobju zlorabljal, kar se je nadaljevalo dokler ni odšla v internat. Šolanja ni končala. Sprva je nastopala kot plesalka v potujočih skupinah, dokler je ni leta 1924 opazil newyorški producent J. J. Shubert in jo pripeljal na Broadway. Še isto leto jo je opazil producent studia Metro-Goldwyn-Mayer in ji ponudil pogodbo za delo v Hollywoodu. Publicisti MGM so ji izbrali umetniško ime Joan Crawford. Leta 1925 se je pojavila v prvem filmu Lady of the Night kot dvojnica zvezdnice Norme Shearer.
Studio ji je sprva dajal le manjše vloge in promocijske zadolžitve, zaradi česar se je začela aktivno promovirati na holywoodskih družabnih dogodkih. Taktika je uspela in kmalu je pričela dobivati pomembnejše vloge, zlasti v romantičnih plesnih filmih ob vrsti takratnih zvezdnikov studia. Ob vzponu zvočnega filma je uspešno opravila prehod in je v 1930. letih, v obdobju velike gospodarske krize, slovela po priljubljenih vlogah skromnih, revnih deklet, ki so omožile uspešnega moškega ter se prebile v visoko družbo, pri katerih je črpala iz lastnih izkušenj. Vendar pa so zaradi obupane osebne želje po pripadnosti visoki družbi njeni poskusi resnejših dramskih vlog izpadli pretenciozno, zato je ob koncu 1930. let dobila sloves preplačane igralke.
Leta 1943 je zapustila MGM in sklenila pogodbo s studiem Warner Bros. Poteza se obrestovala, saj so ji bili bolj realistični urbani filmi tega studia bolj pisani na kožo kot osebi, ki pozna »pravo ameriško življenje«. Tam je poleg melodramatičnih vlog nastopala tudi v kriminalkah, filmih noir, muzikalih, grozljivkah, vesternih in komedijah. Že za svojo prvo glavno vlogo pri Warner Bros., v kriminalni drami Mildred Pierce (1945), je prejela oskarja za najboljšo igralko, kar je spet oživilo njeno kariero.
Tudi v zasebnem življenju je bila očitna njena želja po pripadnosti visoki družbi in njeni trije zakoni z igralci, ki so dajali vtis omikanosti, so se končali v roku nekaj let. Trajnejše so bile le njene afere in prijateljstvo s Clarkom Gableom, ki je tako kot ona razumel »pravo življenje«. Ker ni mogla zanositi, je posvojila več otrok. Leta 1955 se je poročila četrtič, tokrat s predsednikom uprave Pepsi-Cola Company Alfredom Steelom, s katerim sta kupila razkošno stanovanje na Manhattnu. V naslednjih letih je veliko potovala in promovirala podjetje, a je manj kot štiri leta po poroki Steele umrl in ji zapustil le dolgove za stanovanje. Zaigrala je še v nekaj filmskih vlogah, nato pa se leta 1972 upokojila in umaknila iz javnega življenja.